# A0V
A0V es un tipo espectral de estrellas blanco-azuladas de temperatura y luminosidad alta para estrella blanca de la secuencia principal. A veces estas estrellas son confundidas con los remanentes enanas blanca debido al mismo nombre y espectro visible. Es precedido por A1V y procedido por B9V. 

## Características físicas
Con una temperatura media de 9311 (±200) K son mucho más calientes que el sol, Masas de 2,4783 (±0,25) M☉, y radios de 2,485 (±0,4) R☉ que no aumentan cuando son más jóvenes a diferencia de las enanas rojas y planetas. Su luminosidades son comúnmente de 35 a 51 L☉ (magnitudes absolutas +1,26 a +0,41) y si sobrepasan estos límites pasarían a ser subgigantes o subenanas (dependiendo del caso). Otros datos no afectarían la clasificación.

## Ejemplos notables
Beta³ Tucanae A
HR 7329 b
51 Ophiuchi
HD 1160 b
Vega
Sirio (A1V)
GO Andrómeda
HD 1439
HD 5788 (B9.5-A2Vn)
HD 16350

## Tabla
| Nombre    | Designaciones                   | Tipo espectral | Masa (Msol) | Radio (Rsol) | Temperatura (K) | Metalicidad | Edad (Mega-Años) | Magnitud Aparente | Datos |
| --------- | ------------------------------- | -------------- | ----------- | ------------ | --------------- | ----------- | ---------------- | ----------------- | ----- |
| HD 219290 | AG+50°1917, HIP 114714, HR 8837 | A0V~           |             |              | 9790            | 0.015       |                  | 6.307             | [ 1 ] |